# タンツテアター
ドイツのタンツテアターは、ドイツのワイマールと1920年代のウィーンでのドイツの表現主義ダンスから生まれた。この用語は、1927年頃に最初に登場し、1917年以降中央ヨーロッパで発展した新しい形式の「表現主義ダンス」の中から出現する特定のスタイルのダンスを意味する。その主な表現者は、マリー・ヴィグマン、クルト・ヨース、ルドルフ・ラバンである。この言葉は1980年代に、再度ヨースの弟子（ピナ・バウシュとラインヒルド・ホフマンなど）とウィグマンの弟子（スザンヌ・リンケ）であるドイツの振付家およびオーストリアのヨハンクレスニクの作品の批評で使われた。フォームとそのコンセプトの発展は、ベルトルト・ブレヒトとマックス・ラインハルト、そしてワイマール共和国の文化的発酵の影響を受けた。
タンツテアターは、ダンスとドラマチックな要素の単なる「ブレンド」以上のものである。Birringer（1986）とSchlicher（1987）はどちらも、戦後のドイツの特定の芸術的および歴史的文脈がタンツテアターの起源に影響を与えたと主張している。